# Раким
Уильям Майкл Гриффин-младший (англ. William Michael Griffin Jr.; род. 28 января 1968 года, Уайанданч, Саффолк, Лонг-Айленд, Нью-Йорк, США), более известный под сценическим псевдонимом Rakim — американский рэпер и участник хип-хоп-дуэта Eric B. & Rakim.
Он широко известен как один из самых влиятельных и искусных МС всех времён. Раким начал свою карьеру в составе хип-хоп-дуэта Eric B. & Rakim, который в 2011 году был номинирован на вступление в Зал славы рок-н-ролла. Дебютный альбом дуэта, Paid in Full, был назван «величайшим хип-хоп альбомом всех времён» по версии MTV в 2006 году, в то время как сам Раким занял четвёртое место в списке MTV «самых великих МС всех времён».
Альбом также занял 228-е место в списке 500 величайших альбомов всех времён по версии журнала Rolling Stone.
Стив Хьюи из AllMusic заявил, что «Раким почти повсеместно признан одним из величайших МС, возможно, величайшим всех времён в хип-хоп сообществе». В 1997 году американская газета The New York Times оценила его вклад словами «Раким для рэпа всё равно что Мик Джаггер для рока».
В 2009 году лондонская газета Time Out назвала его «Крёстным отцом золотой эры хип-хопа». В 2012 году журнал The Source поместил его на второе место в своём списке «50 лучших лириков всех времён». В 2018 году редактор сайта About.com поместил его на первое место в списке «50 лучших МС нашего времени (1987—2007)».

## Ранняя жизнь
Уильям Майкл Гриффин-младший родился и вырос в деревне Уайанданч в округе Саффолк штата Нью-Йорк.
В 7 лет он написал своё первое стихотворение — о мультипликационном персонаже Микки Маусе.
В 12 лет Уильям получил своё первое обвинение в нарушении закона за ношение оружия.
Племянник американской R&B певицы и актрисы Рут Браун, Уильям примкнул к нью-йоркской хип-хоп сцене, когда ему было шестнадцать лет.
Известный как Kid Wizard, в 1985 году он сделал свои первые записи вживую в средней школе деревни Уайанданч.
Уильям сначала был принят в религиозную организацию «Нация ислама» в 1986 году и принял имя Раким Аллах (англ. Rakim Allah), а позднее присоединился к «Народу богов и земель» (также известной как «Пятипроцентники»).

## Карьера

### Сотрудничество с Eric B. (1986—1993)
Встретившись в 1986 году, Эрик Би и Раким выпустили четыре студийных альбома до их распада в 1992 году. Дуэт был описан журналистом Томом Терреллом из NPR как «самое влиятельное сочетание диджея и MC в современной поп-музыке», в то время как редакторы сайта About.com поместили их на четвёртое место в списке «10 величайших хип-хоп дуэтов всех времён». Они были номинированы для вступления в Зал славы рок-н-ролла в 2011 году, хоть и не попали в окончательный выбор.

### 1986—1987: Начало и классический дебют
После того, как Раким отреагировал на поиск Эрика Би в конкурсе «Лучший MC в Нью-Йорке», друг и сосед Эрика Би, Марли Марл (англ. Marley Marl), позволил им использовать его домашнюю студию. Первый трек, который они записали — «Eric B. Is President» — был выпущен как сингл на независимом лейбле Zakia Records в 1986 году. После того, как основатель Def Jam Recordings, Расселл Симмонс, услышал сингл, дуэт был подписан на Island Records и начал записывать альбом на студии Power Play Studios в Манхеттене в начале 1987 года.
7 июля 1987 года дуэт выпустил свой дебютный альбом Paid in Full на вспомогательном лейбле Island — 4th & B’way Records.
Альбом достиг 58 места в чарте Billboard 200 и породил пять синглов: «Eric B. Is President», «I Ain’t No Joke», «I Know You Got Soul», «Move the Crowd» и «Paid in Full». В 1995 году альбом был сертифицирован RIAA как «платиновый».

### 1988—1989: Пик второго альбома
В то время как синглы из альбома достигли умеренного успеха, сам же альбом Follow the Leader показал себя лучше в музыкальных чартах, чем дебютный альбом Эрика Би и Ракима, и достиг 22 места в США в чарте Billboard Pop Albums. Альбом был сертифицирован как «золотой» Ассоциацией звукозаписывающей индустрии Америки за продажу более 500 тысяч экземпляров в Соединённых Штатах. Выпущенный во время «золотого века» хип-хопа, Follow the Leader был хорошо принят критиками и с тех пор был признан музыкальными авторами как один из самых революционных и влиятельных хип-хоп альбомов всех времён. Американский автор Уильям Джелани Кобб писал о значении альбома: «По пятам Paid in Full Эрик Би и Раким выпустили заряженный обоймой альбом под названием Follow the Leader в 1988 году. Насыщенный более широким спектром звуков, чем семплы Джеймса Брауна, которые определили первоначальный релиз, Follow the Leader показал Ракима самым лирически жестоким, выдающим ловкие и смертельные угрозы на таких треках, как „Microphone Fiend“, „Lyrics of Fury“ и почти преступном „No Competition“. Релиз ознаменовал высшую точку в сотрудничестве между ними и предвосхитил сползание рынков, с которым они столкнулись в 1990-х годах».

### 1990—1994: Финальные альбомы и роспуск
Let the Rhythm Hit ’Em, выпущенный в 1990 году, был третьим альбомом Eric B. & Rakim. В этом альбоме звучание дуэта получило дальнейшее развитие: Раким принял более глубокий, более агрессивный тон голоса, а также более зрелую и серьёзную тему. В музыкальном плане продакшн варьируется от мягких душевных треков, таких как «In the Ghetto», до жёсткого штурма на заглавном треке. Хотя он не может поддерживать синглы, столь же популярными, как предыдущие альбомы дуэта, многие считают его самым целостным альбомом. Это один из немногих альбомов, которые получили рейтинг «пять микрофонов» от журнала The Source. В 1998 году альбом был выбран журналом The Source в качестве одного из «100 лучших рэп-альбомов». Буклет альбома содержит дань памяти отцу Ракима, Уильяму, и продюсеру Paul C., который работал над многими треками альбома до его убийства в июле 1989 года. Его протеже Large Professor завершил его работу. Никто из них не был указан в титрах альбома.
В 1992 году Eric B & Rakim выпустили свой четвёртый и последний альбом, Don’t Sweat the Technique. Заглавный трек был незначительным радиохитом. «Casualties of War» также вышел в виде сингла. «Know the Ledge» впервые появился в фильме Juice под названием «Juice (Know the Ledge)». Однако, Эрик Би отказался подписать контракт с MCA, опасаясь, что Раким оставит его. Это привело к долгой и сложной судебной битве с участием двух музыкантов и MCA. Судебные тяжбы в конечном итоге привели к распаду дуэта.

## Сольная карьера (1993—2017)

### 1993—2003: Правовые вопросы и дебютные работы

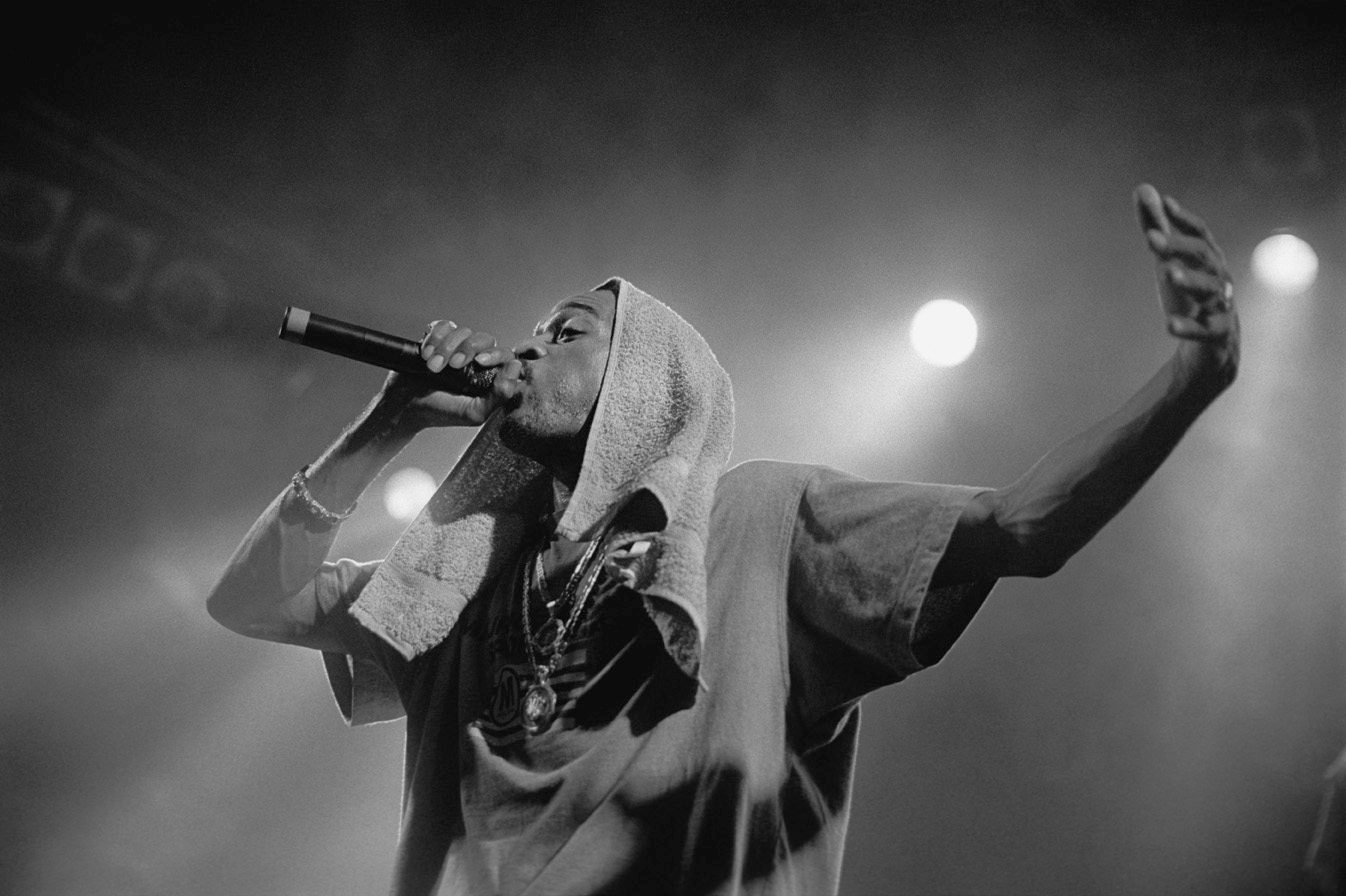
Раким выступает в Гамбурге, Германия, 3 июня 1998 года

После расставания с Эриком Би в начале 1993 года Раким вёл себя сдержанно, сделав лишь одно заметное появление с треком «Heat It Up» на саундтреке к фильму 1994 года Стрелок. Перестановки в MCA привели к тому, что Раким покинул лейбл в 1994 году. Поскольку Раким продолжал бороться с юридическими проблемами, он заключил сделку с Universal Records и начал записывать свой сольный дебютный альбом The 18th Letter в 1996 году. Альбом вышел в ноябре 1997 года. Ожидания были высоки для Ракима, поскольку альбом дебютировал под номером 4 в чарте Billboard 200 и получил «золотой» сертификат от RIAA.
В июне 1999 года Раким появился на трёх треках в альбоме The Seduction of Claude Debussy группы Art of Noise. Кит Фарли из AllMusic отметил, что «альбом отражает художественное использование семплированных брейкбитов — впервые появившихся в альбомах Art of Noise — с намёками на хип-хоп 80-х плюс их эквивалент 90-х, драм-н-бейс».
В ноябре 1999 года Раким выпустил альбом The Master, который получил хорошие отзывы, но плохо продавался.
В 2000 году Раким был подписан на лейбл Доктора Дре, Aftermath Entertainment, для работы над альбомом, предварительно названным Oh, My God. Альбом претерпел многочисленные изменения в художественном направлении и персонале и несколько раз откладывался. Во время работы над альбомом Раким выступал в качестве гостя на многочисленных проектах Aftermath, включая прорывной сингл «Addictive» от Truth Hurts, Dr. Dre-спродюсированный «The Watcher Part 2» от Jay-Z и на саундтреке к фильму Восьмая миля.
Тем не менее, Раким покинул лейбл в 2003 году, и альбом Oh, My God был отложен на неопределённый срок. После того, как Раким в конце концов покинул лейбл Aftermath Entertainment, он заявил, что причиной, по которой он покинул лейбл, были творческие разногласия с Dr. Dre. Раким привёл метафорический пример: Доктор Дре хотел, чтобы Раким писал песни о том, как убить кого-то, а Раким хотел писать песни о воскрешении кого-то.

### 2007—2009:The Seventh Seal

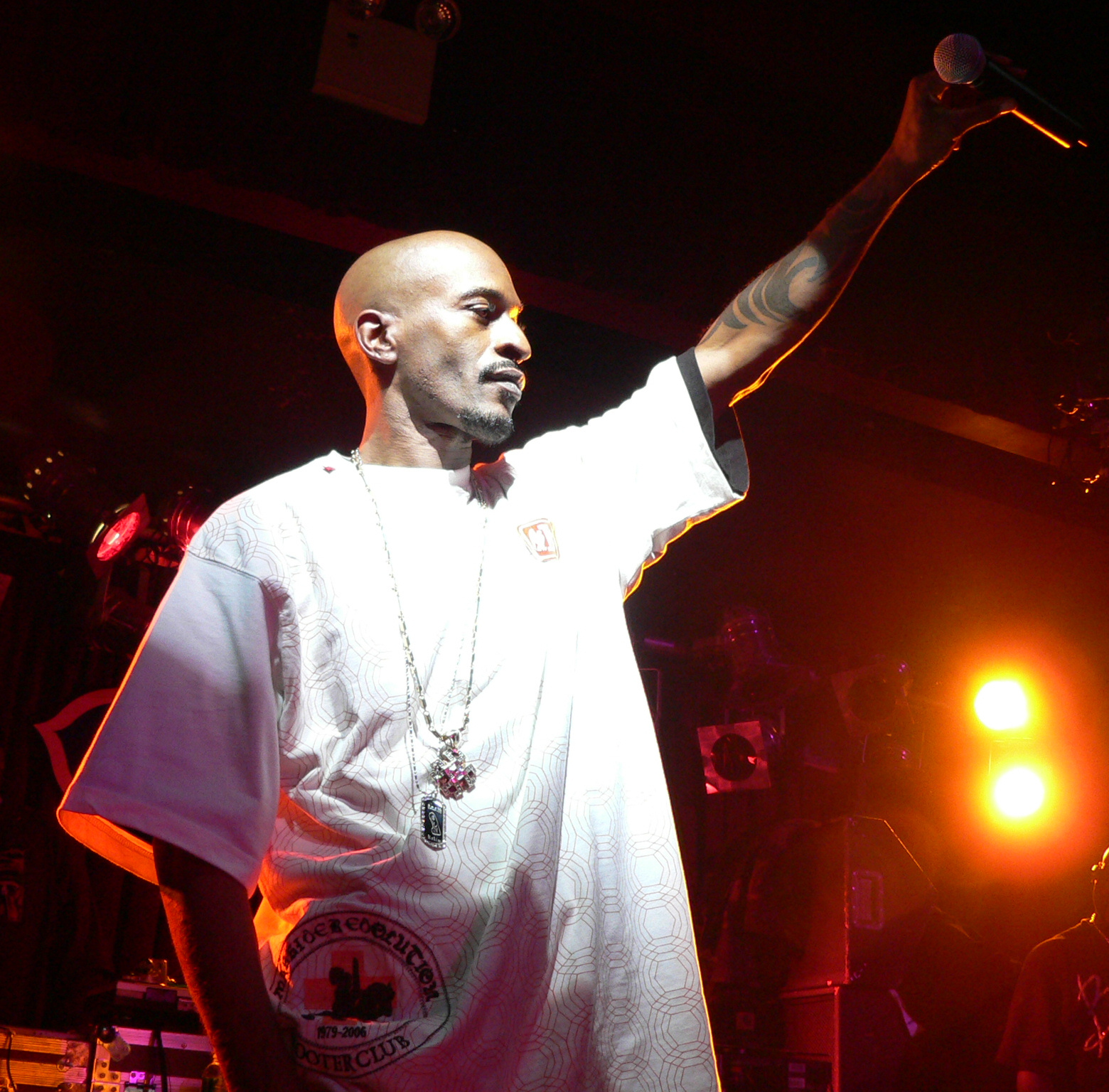
Rakim в клубе B.B. Kings в Нью-Йорке, 25 ноября 2006 года

Раким уединился в своём поместье в Коннектикуте, чтобы не спеша работать над музыкой. Не выпуская альбом с 1999 года, он отказался от гастролей в пользу нечастых концертов.
Раким смог сохранить треки, которые он сделал с Доктором Дре, и в 2006 году объявил, что выпустит новый студийный альбом, The Seventh Seal. Выход альбома был отложен на 2009 год; вместо этого он выпустил концертный альбом The Archive: Live, Lost & Found в 2008 году. В интервью журналу Billboard в 2007 году, когда его спросили об истории, стоящей за названием 'The Seventh Seal, Раким сказал:
Число 7 имеет большое значение. Седьмая буква английского алфавита — «G», это означает «Господь». На Земле семь континентов, семь морей. The Seventh Seal (с англ. — «Седьмая печать») связан как раз с этим, а также с некоторыми откровениями в Библии. Некоторые называют это концом света, но для меня это конец старого и начало нового. Я назвал свой альбом так, поскольку я использую его образно в хип-хопе. Я надеюсь убить старое состояние хип-хопа и начать с нового.
В другом интервью для журнала Billboard в 2009 году он заявил:
Печати взяты из Библии - Откровения и пришествие Апокалипсиса. Но Ислам, Иудаизм, Христианство - у всех есть версия тех же самых событий. Лев Иуды разбивает семь печатей одну за другой, каждая из которых передаёт знание и причиняет катастрофу, заканчиваясь семью трубами, объявляющими конец времени. После Апокалипсиса Бог восстаёт из пепла, чтобы воссоздать Царство, забрав с собой только величайшие элементы прошлого. Когда вы смотрите на хип-хоп, я хочу сделать это: выплюнуть огонь и извлечь максимум из пепла, чтобы построить наше королевство; чтобы распознавать все региональные стили, сознательную лирику, треки, андеграунд, мейнстрим, то, как мы относимся друг к другу. Избавиться от мусора и перестроить нашу сцену. Я всегда пытался вставить сознание и духовность в свои записи, интерпретируя труды всех культур и религий и то, как они относятся к жизни в наше время.
The Seventh Seal был выпущен 17 ноября 2009 года после нескольких задержек на собственном лейбле Ракима, Ra Records, а также TVM и SMC Recordings, и распространялся через Fontana Records и Universal Music Group.
Считается альбомом возвращения рэпера после десятилетнего перерыва. На нём представлены синглы «Holy Are You» и «Walk This Streets». В записи альбома приняли участие рэперы Styles P, Jadakiss и Busta Rhymes, а также R&B-исполнители Maino, I.Q., Tracey Horton, Samuel Christian и дочь Ракима, Destiny Griffin. Альбом включает в себя продакшн от нескольких известных хип-хоп продюсеров, включая Nottz, Needlz, Jake One и Nick Wiz. По данным Soundscan, за первую неделю в Соединённых Штатах было продано 12 тысяч копий альбома. После его выхода The Seventh Seal получил в целом смешанные или средние отзывы от большинства музыкальных критиков, основанные на совокупном балле 59/100 от Metacritic.

### 2011: четвёртый студийный альбом
В 2011 году в сопровождении группы The Roots Раким вживую исполнил весь альбом Paid in Full в клубе Blue Note Jazz Club в Нью-Йорке, в честь 25-летия альбома.
В 2012 году Раким объявил, что он и Эрик Би выпустят юбилейное издание к 25-летию выхода их альбома 1987 года Paid in Full, который будет содержать новые треки, записанные Эриком Би и Ракимом; Раким объявил, что выпустит новый сольный альбом к концу 2012 года.
Он выступал на ежегодном пикнике группы The Roots в Филадельфии в июне.
В интервью для Detroit Free Press он объявил, что находится в студии вместе с Фарреллом Уильямсом и они работают над новым альбомом, который будет выпущен в 2013 году, заявив, что первый сингл будет выпущен до конца года.
24 сентября 2013 года Раким выпустил совместный сингл с DMX под названием «Don’t Call Me».
В 2014 году Раким появляется на совместном сингле с американской рок-группой Linkin Park под названием «Guilty All the Same». Песня была выпущена 6 марта 2014 года на лейбле Warner Bros. Records, как первый сингл из их шестого студийного альбома под названием The Hunting Party. Он внёс свой рэп-вокал во время бриджа для основной версии песни; однако, он не показан на радио-версии песни. Песня была официально выпущена 7 марта 2014 года для цифрового скачивания.
27 апреля 2015 года Раким объявил, что работает над новым альбомом и планирует выпустить его в середине или конце 2015 года. Он сказал: «Это один из тех альбомов, где я могу повеселиться. Мой последний альбом, The Seventh Seal, был несколько осознанным альбомом. Я хотел сделать заявление об этом альбоме».
В конце июня 2018 года на саундтреке ко второму сезону сериала Люк Кейдж была выпущена новая песня «King’s Paradise». Раким впервые исполнил эту песню в серии Tiny Desk Concerts на NPR вместе с бывшим участником группы A Tribe Called Quest, Ali Shaheed Muhammad, и продюсером Adrian Younge.

### Воссоединение с Eric B.
20 октября 2016 года через Twitter было объявлено, что Раким воссоединился с Эриком Би после 26-летнего роспуска. Дуэт дразнил фанатов туром воссоединения следующим утром, проводя опрос для поклонников, чтобы они высказали своё мнение о том, в каком городе Эрик Би и Раким должны начать тур. Четыре места были потенциальными кандидатами: Нью-Йорк, Лас-Вегас, Лондон и Австралия. Со времени объявления о воссоединении фанаты гадали, выпустят ли они новый студийный альбом в ближайшем будущем.

## Мастерство
Рифмы Ракима отличались от простых рифм в хип-хопе начала 1980-х. Его стиль свободного ритма игнорировал тактовые  черты и заслужил сравнения с джазовым пианистом Телониусом Монком. Бен Рэтлифф из американской газеты The New York Times писал, что «бесшумный рэп разработал форму за пределами плоскостопных ритмов школьных рифм». В то время как многие рэперы разработали свою технику посредством импровизации, Раким был одним из первых, кто продемонстрировал преимущества писательского стиля, как, например, его новаторское использование внутренних рифм и многосложных рифм. В отличие от предыдущих рэперов, таких как LL Cool J, KRS-One и Run-D.M.C., которые поставляли свой вокал с высокой энергией, Раким использовал расслабленную, стойкую подачу. Согласно MTV, «мы привыкли к таким MC, как Run и DMC, Chuck D и KRS-One, которые бросались на микрофон, крича с энергией и неуважением, но Раким применил методичный подход к своей игре в микрофон. У него был медленный поток слов, и каждая строчка была откровенной, гипнотической». Расслабленная подача Ракима является результатом влияния джаза; он играл на саксофоне и был фанатом Джона Колтрейна.
Тематикой песен Ракима часто были его собственные навыки рэпа и лирическое превосходство над другими рэперами. Редактор AllMusic Стив Хьюи заметил, что «большинство его текстов касается его собственных навыков и исламской веры». Он также отмечает Ракима за его «сложные внутренние рифмы, сложные предложения, грамотные образы, бархатисто-плавный поток слов и непредсказуемые, необычные ритмы». Журналист Джесс Харвелл из Pitchfork описал его рэп как «авторитетный, отшлифованный, [и] обладающий невозмутимым чувством ритма».

## Наследие
Paid in Full был выпущен в период, который стал известен как «Золотая эра хип-хопа». Алекс Огг считал его шедевром дуэта в своей книге The Men Behind Def Jam. Рэп Ракима стал основой для будущих рэперов и помог завоевать репутацию хип-хопа Восточного побережья за инновационную лирическую технику. Уильям Джелани Кобб в своей книге To the Break of Dawn заявил, что его рэп «вышел за пределы» предыдущей эры «олдскула» и что в то время как словарный запас и лирическая ловкость более новых рэперов улучшились, это было «далеко от того, что Раким ввёл в жанр». Дмитрий Эрлих из газеты The New York Times, описавший альбом как «художественный и коммерческий эталон», выразил признательность Ракиму за то, что он помог «родить музыкальный жанр» и возглавил «тихую музыкальную революцию, введя в жанр тихий стиль рэпа». Стив Хьюи из AllMusic объявил Paid in Full одним из самых влиятельных хип-хоп альбомов и «обязательным к прослушиванию» для тех, кто интересуется «основными музыкальными основами» жанра. MTV поместил альбом на первое место в списке «Величайших хип-хоп альбомов всех времён», заявив, что он поднял стандарты хип-хопа «как в звуковом, так и в поэтическом плане» и назвал его «увлекательным, глубоким, инновационным и мгновенно влиятельным». Альбом разбит на треки Ракимом в книге Брайана Коулмана Check the Technique.
Журнал Rolling Stone поместил альбом Paid in Full на 228 место в списке «500 величайших альбомов всех времён», назвав его «спокойным и острым как алмаз: Раким является лидером в гонке за лучшего рэпера когда-либо, и этот альбом — большая причина, почему». Точно так же журнал Blender включил альбом в список «500 компакт-дисков, которые ты должен иметь перед тем, как умереть». Журнал Time назвал его одним из восемнадцати альбомов 1980-х годов в своём списке «100 альбомов за всё время»; Редактор Алан Лайт высоко оценил альбом за изменение «звука, подачи и потенциала» хип-хопа и «если многие считают, что Раким — величайший МС всех времён, этот альбом является доказательством».
Джесс Харвелл из Pitchfork похвалил Ракима за «бесконечную демонстрацию чистого мастерства». Pitchfork поместило альбом Paid in Full на пятьдесят второе место в список «Топ-100 альбомов 1980-х»; редактор Сэм Ченно написал, что Раким вдохновил поколение МС и «определил, что значит быть хип-хоп лириком». В число рэперов, которые использовали уникальный стиль рэпа Ракима и считают его источником вдохновения, входят GZA, Ghostface Killah и Raekwon (из Wu-Tang Clan), Tupac, Nas, Kool G. Rap, Jay-Z, The Notorious B.I.G., Eminem, 50 Cent, и многие другие.

## Дискография
Вместе с Eric B.
См. также «Eric B. & Rakim».
- Paid in Full (1987)
- Follow the Leader (1988)
- Let the Rhythm Hit ’Em (1990)
- Don’t Sweat the Technique (1992)

Студийные альбомы
- The 18th Letter (1997)
- The Master (1999)
- The Seventh Seal (2009)